# Сретково
Сретково (мкд. Сретково) је насељено место у Северној Македонији, у северозападном делу државе. Сретково припада општини Маврово и Ростуша.

## Географски положај
Насеље Сретково је смештено у северозападном делу Северне Македоније. Од најближег већег града, Гостивара, насеље је удаљено 19 km јужно.
Сретково се налази у оквиру вишем делу Полога. Насеље је положено високо, на североисточним висовима планине Бистре. Источно се издиже планина Буковик. Надморска висина насеља је приближно 1.000 метара.
Клима у насељу је оштра планинска.

## Историја
Почетком 20. века мештани Среткова су били верници Српске православне цркве. Пописано их је 1898. године 50 српских кућа.
Српска народна школа у месту ради од 1872. године. Свештеник поп Филип Поповић је 1899. године био школски домаћин (кум славе), а за наредну годину изабран је да буде Јања Димовић. Године 1900. у Среткову су о празнику Св. Сави скупили у народу 1000 гроша за градњу нове школске зграде. Била је то заслуга месног учитеља Владимира Атанацковића и месара Косте Вучковића.

## Становништво
По попису становништва из 2002. године Сретково је имало 25 становника.
Претежно становништво у насељу су етнички Македонци (100%).
Већинска вероисповест у насељу је православље.